# Onthophagus satoi
Onthophagus satoi é uma espécie de inseto do género Onthophagus, família Scarabaeidae, ordem Coleoptera.
Foi descrita cientificamente por Ochi, Shimada & Kon em 2003.